# (13957) NARIT
(13957) NARIT est un astéroïde de la ceinture principale.

## Description
(13957) NARIT est un astéroïde de la ceinture principale. Il fut découvert le 7 janvier 1991 à l'observatoire de Siding Spring par Robert H. McNaught. Il présente une orbite caractérisée par un demi-grand axe de 2,71 UA, une excentricité de 0,30 et une inclinaison de 14,7° par rapport à l'écliptique.

## Compléments